# منهنيت (كورنوال)
منهنيت (بالإنجليزية: Menheniot)‏ هي قرية وأبرشية مدنية تقع في المملكة المتحدة في إنجلترا. يقدر عدد سكانها بـ 1,655 نسمة .